# CONFIG.SYS
CONFIG.SYS ist eine System-Konfigurationsdatei im Betriebssystem MS-DOS (und manchen MS-DOS-kompatiblen Systemen).
Aufgabe dieser Konfigurationsdatei ist es, beim Starten des Betriebssystems des Computers Gerätetreiber zu laden, als Dienste arbeitende Treiber zu laden, sowie diverse Parameter anzugeben, welche nicht über das BIOS bereitgestellt werden.
Die Verarbeitung der Datei CONFIG.SYS erfolgt vor Abarbeitung der AUTOEXEC.BAT, der nächsten und letzten Startdatei einer gewöhnlichen MS-DOS-Umgebung. Die CONFIG.SYS wird noch komplett vom Kernel IO.SYS bei Windows 9x bzw. MSDOS.SYS oder IBMDOS.COM (MS-DOS, PC DOS, DR-DOS) abgearbeitet. Unter anderem kann hier eine Alternative zum Interpreter COMMAND.COM festgelegt werden, welche danach geladen wird.
In allen MS-DOS-basierten Versionen von Windows (Windows 9x) gibt es eine CONFIG.SYS. Sie verlor aber zunehmend an Notwendigkeit, bis sie im letzten und am wenigsten MS-DOS-kompatiblen Betriebssystem dieser Reihe, Windows Me, sogar fast vollkommen ignoriert wurde. Die CONFIG.SYS existierte aus Kompatibilitätsgründen teilweise auch in späteren Windows-NT-basierten Betriebssystemen, wird aber ignoriert. DOS-Anwendungen über die NTVDM lesen die config.nt-Datei im Verzeichnis \System32 ein.

## Aufbau
Die Anweisungen der CONFIG.SYS wurden zeilenweise interpretiert. Das folgende Beispiel zeigt exemplarisch eine CONFIG.SYS-Datei, wie sie zu Zeiten von Windows 3.11 und MS-DOS 6.22 (dem letzten einzeln vertriebenen MS-DOS-Betriebssystem) oft Verwendung fand:
```
 
device
=
c:\dos\himem.sys

 
device
=
c:\dos\emm386.exe noems

 
dos
=
high,umb

 
devicehigh
=
c:\windows\mouse.sys

 
devicehigh
=
c:\dos\setver.exe

 
country
=
049,437,c:\dos\country.sys

 
shell
=
c:\command.com c:\dos /e:512 /p

 
buffers
=
23,0

 
files
=
20

 
fcbs
=
4,0

```

Hier werden zuerst zwei Treiber zur Verwaltung des erweiterten Arbeitsspeichers geladen (Gerätetreiber himem.sys, Dienst emm386.exe). Es folgt die Anweisung, Betriebssystem-Teile und Treiber in den hohen Speicherbereich (die „High Memory Area“ oberhalb der 1-MiB-Grenze) sowie in die „Upper Memory Blocks“ (den Bereich zwischen konventionellem Speicher bis 640 kB und 1 MB) zu laden, sofern möglich (dos=...). Danach wird ein Gerätetreiber für die Maus (mouse.sys) sowie der Dienst zur Versionsnummermeldung an Programme (setver.exe) geladen (in den hohen Speicherbereich hochgeladen). Es folgen Einstellungen zur Ländereinstellung (country=...) sowie zum Kommandozeileninterpreter (shell=..., hier command.com), und zuletzt Werte zu Dateisystem-Puffergrößen (buffers=..., files=..., fcbs=...).